# Matheus Cunha
Matheus Santos Carneiro Cunha (n. 27 mai 1999, João Pessoa, Brazilia) este un fotbalist brazilian, care joacă pe post de atacant la Manchester United în Premier League. Pe plan internațional, are prezențe la națională pentru Brazilia U23⁠(d) și Brazilia.

## Carieră

### FC Sion
Cunha s-a alăturat lui FC Sion de la Coritiba în 2017. A încheiat primul sezon în clubul elvețian cu 10 goluri în ligă.

### RB Leipzig
Pe 24 iunie 2018, Cunha s-a alăturat clubului din Bundesliga, RB Leipzig, semnând un contract de cinci ani. A marcat împotriva clubului său de mai târziu Hertha BSC pentru a marca primul său gol într-o victorie cu scorul de 3-0. A încheiat sezonul de UEFA Europa League 2018-19 cu 6 goluri. A marcat, de asemenea, un gol care a fost votat golul lunii din Bundesliga și nominalizat la Premiul Puskas.

### Hertha BSC
Pe 31 ianuarie 2020, Hertha BSC a anunțat semnarea lui Matheus Cunha pe o durată de patru ani și jumătate. A jucat în 40 de meciuri de ligă și cupă pentru aceștia din urmă.

### Atlético Madrid
Pe 25 august 2021, Cunha a fost achiziționat de către Atletico Madrid semnând un contract de 5 ani. A marcat primul său gol împotriva lui Levante UD într-o remiză 2–2.

### Wolverhampton Wanderers
Pe 1 ianuarie 2023, Cunha s-a alăturat echipei Wolverhampton Wanderers sub formă de împrumut pentru restul sezonului 2022-2023, printr-un acord care stipula că transferul va deveni permanent în vara anului 2023, anumite clauze din contractul de împrumut fiind îndeplinite.

### Manchester United
Pe 1 iunie 2025, Manchester United a anunțat un acord cu Wolves pentru transferul lui Cunha. Pe 12 iunie 2025, United a finalizat transferul pentru o sumă raportată de 62,5 milioane de lire sterline.